# 三和音

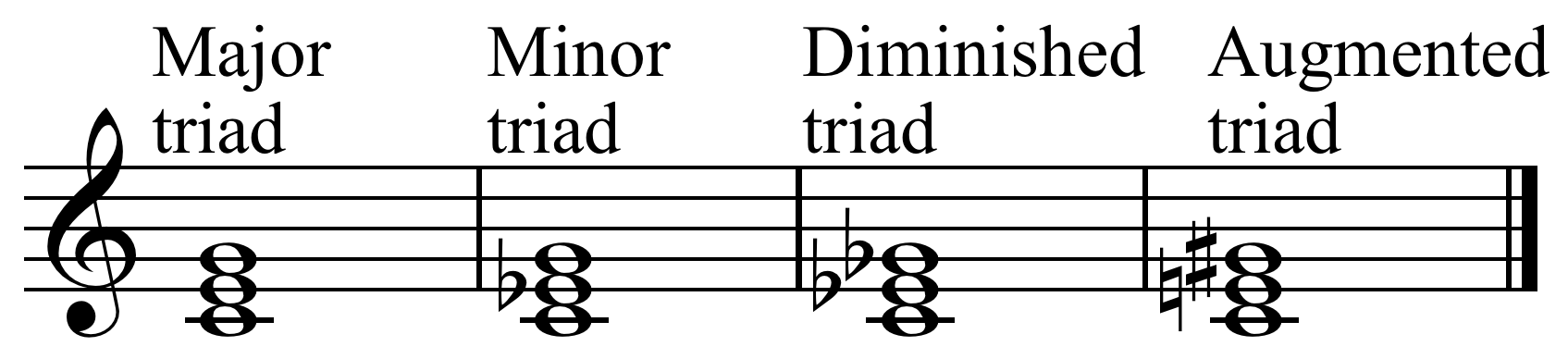
様々な三和音:,,,

三和音（さんわおん、英: triad、トライアド）は三つのピッチクラスの楽音からなる和音である。狭義には、3度音程を積み重ねた、根音、第3音、第5音の三つの音からなる和音のことを言う（広義には、三つのピッチクラスからなってさえいれば、どんな和音でも三和音とよぶこともある）。

## 三和音の種類
最も一般的には、以下に示すような和音のことを三和音という。
| 和音の名称 | 根音 | 第3音            | 第5音              |
| 長三和音   | 根音 | 根音から長三度上 | 根音から完全五度上 |
| 短三和音   | 根音 | 根音から短三度上 | 根音から完全五度上 |
| 増三和音   | 根音 | 根音から長三度上 | 根音から増五度上   |
| 減三和音   | 根音 | 根音から短三度上 | 根音から減五度上   |

## 関連
- 無音 - 単音 - 二和音 - 三和音 - 四和音 - 五和音 - 六和音 - 七和音 - 八和音 - 九和音 - 十和音 - 十一和音 - 十二和音
- 六の和音、四六の和音